# Pentazol
A pentazol aromás vegyület, amelyben az 5 tagú gyűrű minden atomja nitrogén, közülük egyhez egy hidrogénatom kapcsolódik. Képlete HN5. Bár szigorúan véve homociklusos szervetlen vegyület, történetileg az 1–5 heterociklikus azolok utolsó tagjának tekintik, mely sorba a pirrol, az imidazol és pirazol, a triazolok, a tetrazol és a pentazol tartoznak.

## Származékai
Szubsztituált származékait összefoglalóan pentazoloknak nevezik – ezek jellemzően instabil, erősen robbanékony vegyületek. Az első szintetizált pentazol a fenilpentazol, ahol a pentazol gyűrűjét a fenilcsoporttal alkotott konjugált rendszer stabilizálja. A 4-dimetilaminofenilpentazol az egyik legstabilabb pentazolszármazék, azonban 50 °C felett ez is bomlik. Ismert, hogy az elektronküldő csoportok stabilizálják az arilpentazolokat.

## Ionok
A gyűrűs pentazóliumion (N+5) – valószínű antiaromás jellege miatt – ismeretlen, szemben a nyílt láncú pentazénium izomerrel. Butler és munkatársai mutatták ki először a gyűrűs N−5 jelenlétét oldatokban, szubsztituált arilpentazolok alacsony hőmérsékleten történő bontásával. Az N5H és N−5 jelenlétét (cinkionokkal való kölcsönhatással oldatban tartva) a bomlástermékek 15N-NMR-ével igazolták. Ezeket eleinte egyes szerzők megkérdőjelezték, de a további kísérletek a bomlástermékek részletes elemzésével, elméleti számításokkal kiegészítve az első eredményt támasztották alá. A pentazolátion vizes oldatban feltehetően néhány másodperc alatt elbomlik komplexképző szerek nélkül. A pentazolok felfedezése csak nitrogént tartalmazó sók, például N+5N−5 képzését is motiválta, melyek kiváló hajtóanyagok lehetnének űrutazáshoz.
A pentazolátot elsőként elektrospréionizációs tömegspektrometria révén mutatták ki 2002-ben, 2016-ban az iont oldatban is észlelték. 2017-ben a (N5)6(H3O)3(NH4)4Cl fehér kristályainak szerkezetét is leírták. Ebben a N−5 gyűrű síkalkatú, a kötéshosszak 1,309, 1,310, 1,310, 1,324 és 1,324 Å. Hevítéskor e só 117 °C-ig stabil, efelett ammónium-azidra bomlik. A pentazolátiont extrém nyomáson is szintetizálták: először CsN5-ként 2016-ban, N2-be ágyazott CsN3-keverék lézeres hevítésével 60 GPa-on. A nyomás csökkentése után a termék 18 GPa-ig stabilnak bizonyult. 2018-ban egy másik kutatócsoport számolt be a LiN5 nagy nyomású szintéziséről 45 GPa-on nitrogénnel körülvett tiszta lítiumból. Ez standard körülmények közt is metastabil.

## Fordítás
Ez a szócikk részben vagy egészben  a   Pentazole című angol Wikipédia-szócikk ezen változatának fordításán alapul.  Az eredeti cikk szerkesztőit annak laptörténete sorolja fel. Ez a jelzés csupán a megfogalmazás eredetét és a szerzői jogokat jelzi, nem szolgál a cikkben szereplő információk forrásmegjelöléseként.